# Танис
Тани́с (егип. ḏʿnt; копт. ϫⲁⲛⲓ; др.-греч. Τάνις; ивр. צוען‎, произносится как Цоан) — древнеегипетский город располагавшийся в северо-восточной части дельты Нила в Египте, центр 19-го нома (септа) Нижнего Египта Именти-пеху, на восточном рукаве Нила — Танитском (теперь Муизз), который уже давно заилился. Столица Древнего Египта (вместе с Фивами) при XXI династии во время Третьего переходного периода. Сейчас это обычный ничем не примечательный египетский город в мухафазе Шаркия. Современное название — Сан эль-Хагар (араб. صان الحجر‎).

## История
В период распада монархии при гиксосах в дельте Нила находилось средоточие их власти. Проблема местоположения столицы гиксосов Авариса долгое время оставалась нерешённой. В частности, Пьер Монте ошибочно отождествлял Аварис, Пер-Рамсес и Танис. После того, как в 1966 году австрийская экспедиция под руководством Манфреда Битака начала свои раскопки в Аварисе, вопрос о местонахождении столицы гиксосов и Пер-Рамсеса был окончательно решён.
По утверждению Библии (Чис. 13:23), Танис основан на 7 лет позже Хеврона. Неизвестно, как это следует понимать, во всяком случае, первые несомненные следы существования города относятся к XII династии. Здесь найдены колоссы Аменемхета I, основавшего храм в Танисе, Усертесенов (один из них теперь находится в Берлине) и т. д.

### XIX династия
Танис не был письменно известен до правления XIX-й династии Египта, когда он был столицей 14-го септа Нижнего Египта. В храмовой надписи, датируемой правлением Рамсеса II, упоминается «Поле Таниса», в то время как город был надёжно засвидетельствован в двух документах XX-й династии: «Ономастиконе Аменопы» и «Путешествиях Уну-Амона», как родина будущего фараона Смендеса:921.
Особого процветания достиг город во время постоянных войн с Азией при XIX династии, когда фараоны (Сети I, Рамсес II, Меренпта) часто имели здесь резиденцию вследствие близости к сирийской границе. Может быть, почитание этими царями Сета отчасти обусловливалось местным для Таниса характером этого божества.

### Столица при XXI династии
XXI династия названа Манефоном «танитской» и, начиная с фараона Смендеса, имела столицей Танис, предоставив жрецам Фивы. Отсюда наименование Египта в псалмах «поле Танеоса» (Ис. 19:11). Во время додекархии здесь правил царёк Петубаст II, а в персидское время — князь Тахос, исполнявший различные жреческие должности.
Самые ранние из известных сохранившихся построек Таниса относятся к XXI-й династии. Хотя некоторые памятники, найденные в Танисе, относятся к более раннему периоду, чем XXI-я династия, большинство из них на самом деле были привезены сюда из близлежащих городов, в основном из предыдущей столицы Пер-Рамсеса, для повторного использования. Действительно, в конце существования Нового царства царская резиденция Пер-Рамсес была заброшена, потому что Пелусийский рукав Нила в дельте заилился не позволив использовать гавань города.:922
После депопуляции Пер-Рамсеса Танис стал центром власти фараонов XXI-й династии, а затем и XXII-й династии (наряду с Бубастисом). Правители этих двух династий поддерживали свою легитимность в качестве правителей Верхнего и Нижнего Египта традиционными титулами и строительными работами, хотя они бледнеют по сравнению с теми, что были в период расцвета Нового царства. Выдающимся достижением этих царей стало строительство и последующее расширение в городе Великого храма Амона-Ра (в то время Амон-Ра сменил Сета в качестве главного божества восточной части дельты Нила), второстепенные же храмы были посвящены Мут и Хонсу, которые вместе с Амоном-Ра составляли Фиванскую триаду. Намеренное подражание Фивам ещё больше подчеркивается тем фактом, что эти божества носили свои оригинальные фиванские эпитеты, в результате чего Фивы упоминаются чаще, чем сам Танис:922. Кроме того, новый царский некрополь в Танисе успешно заменил тот, что находился в Фиванской долине Царей.

### Античность
После правления XXII-й династии Танис утратил статус царской резиденции, но, в свою очередь, стал центром 19-го септа Нижнего Египта. Начиная с XXX-й династии, Танис пережил новый этап развития строительства, который пришёлся на период Птолемеев:922.
Город процветал и в греко-римское время. Найдены остатки храма, воздвигнутого при Птолемеях, а также множество частных домов с обстановкой. Особенно интересен дом египтянина Бокхауи с вещами египетского производства, библиотекой демотических папирусов и портретной статуей хозяина, с демотической надписью. Рядом — дом римского чиновника с обстановкой западного производства и греческими папирусами. Оба дома относятся ко II веку. В поздней античности, с утверждением христианства среди местного населения, город стал резиденцией епископа.

### Более поздняя история
Арабское завоевание Египта серьёзно ударило по благополучию города, нанеся ему настолько сильный ущерб, что тот уже не смог никогда восстановиться. Так, ко времени Иоанна Никиусского в VII веке Танис настолько пришёл в упадок, что был объединён с четырьмя другими городами под управлением одного наместника. Завоеватели же, к тому моменту, дали городу новое название, переименовав его в Сан эль-Хагар. Чуть позже, но в тот же период, Танис был практически полностью оставлен населением из-за изменения берегов озера Манзала угрожавшему ему, а также нестабильной политической обстановки связанной с политикой притеснения коренного населения арабами. Так, некогда славный древний город был низведён до статуса жалкой рыбацкой деревни.
При этом основным населением оставались коренные египтяне или копты башмурит, некогда оставшимися во время монофизитства верными православию, однако позже потом перешедшими в ислам, но все ещё носящими старое название «малакиин», то есть «мелькиты».

## Раскопки
Раскопки в Танисе производили: Лепсиус, нашедший здесь в 1866 году знаменитый Канопский декрет; Мариетт, обнаруживший развалины храма и нашедший много памятников скульптуры; Флиндерс Питри, производивший систематические исследования в 1884 году.
Знаменитый французский ученый Монте, Пьер (египтолог) 
в 1939 году обнаружил в Танисе царский некрополь и нетронутые захоронения фараонов Осоркона II, Псусеннеса и Шешонка III. Согласно подсчетам Ж. Гойона (Жорж Гойон, французский археолог, личный египтолог короля Фарука), для создания найденных здесь саркофагов и погребальных украшений древние мастера использовали приблизительно 60 кг золота и 200 кг серебра.
- Статуя Рамзеса II
- Чаши Венджебауэн-Джеда из Таниса
- Золотая погребальная маска Псусеннеса I
- Погребальная маска Венджебауэнджеда
- Гробница фараона Осоркона II
- Погребальная маска царя Аменемопа
- Браслет Псусеннеса I из золота и лазури
- Погребальная пектораль царя Аменемопа
- Крышка саркофага Хорнахта, сына царя Осоркона II
- Золотая маска фараона Шошенка II
- Золотая пектораль царя Аменемопа

## Танис в культуре
В фильме «Индиана Джонс: В поисках утраченного ковчега» город Танис упоминается как место захоронения Ковчега Завета.